# Omphalodes acuminata
Omphalodes acuminata là loài thực vật có hoa trong họ Mồ hôi. Loài này được B.L. Rob. mô tả khoa học đầu tiên năm 1891.